# 切尽黄台吉
切尽黄台吉（1540年—1587年），又作忽图克台彻辰珲台吉，博尔济吉特氏，名忽图克台，明代末年漠南蒙古鄂尔多斯部贵族、领主，政治军事思想家。篤信藏傳佛教。他是吉囊之孙，华台吉之子。

## 生平
切尽黄台吉幼年跟随洪兀台达颜巴黑什学习，他通晓蒙古文、汉文、畏兀儿文、藏文。驻牧黄河河套西部，从1562年至1574年，曾四次受叔祖父俺答汗派遣举兵伐瓦剌、吐蕃等地。1562年，征瓦剌，征服土尔扈特部。1566年，进兵吐蕃，收降三部图伯特（指卫藏、安多和康巴），与西藏格鲁派建立了联系。率兵返回时带领三名喇嘛回来。他主张和明朝通贡互市，1571年，促成俺答汗和明朝封贡，被明穆宗封为指挥佥事。参与书写《顺义王俺答答谢表》，后来历任明朝的指挥同知、龙虎将军。1573年，出兵伊犁以西的哈萨克部落。蒙古大汗土蛮汗（统治察哈尔部）任命他为蒙古五执政理事之一。1576年，他自鄂尔多斯到呼和浩特会见俺答汗，劝他信奉藏传佛教格鲁派。俺答汗遣使去西藏迎请第三世达赖喇嘛索南嘉措。1578年，他和俺答汗去青海仰华寺会见索南嘉措。他称颂忽必烈尊崇藏传佛教使蒙古进入大元帝国的极盛，探讨北元时蒙古衰落的原因，预言蒙古振兴的惟一途径是像忽必烈一样执行政教平行之制。三世达赖尊他为郭喀噶尔弼彻辰洪台吉。1585年，三世达赖来土默特时，他将其迎请到自己住地。切尽黄台吉亲自校勘颁布了忽必烈政教平行的法律汇编《白史》，对他曾孙萨囊彻辰编著《蒙古源流》产生重要影响。

## 子孙
- 打儿汗把都儿台吉（鄂勒哲伊勒都齐达尔罕巴图尔）
  - 巴图台吉
    - 萨冈彻辰洪台吉
- 石答答台吉（锡塔台彻辰楚库克尔）
- 苦跌跌台吉（昆德德宾图岱青）
- 不言大台吉（布延图彻辰绰哩克图）
- 骨秃大台吉（本巴岱绰克图）
- 恩著大台吉（本巴锡哩彻辰巴图尔）
- 圪石大台吉（达纳锡哩哈坦巴图尔）